# Fountain City, Wisconsin
Fountain City là một thành phố thuộc quận Buffalo, tiểu bang Wisconsin, Hoa Kỳ. Năm 2000, dân số của thành phố này là 983 người.

## Images

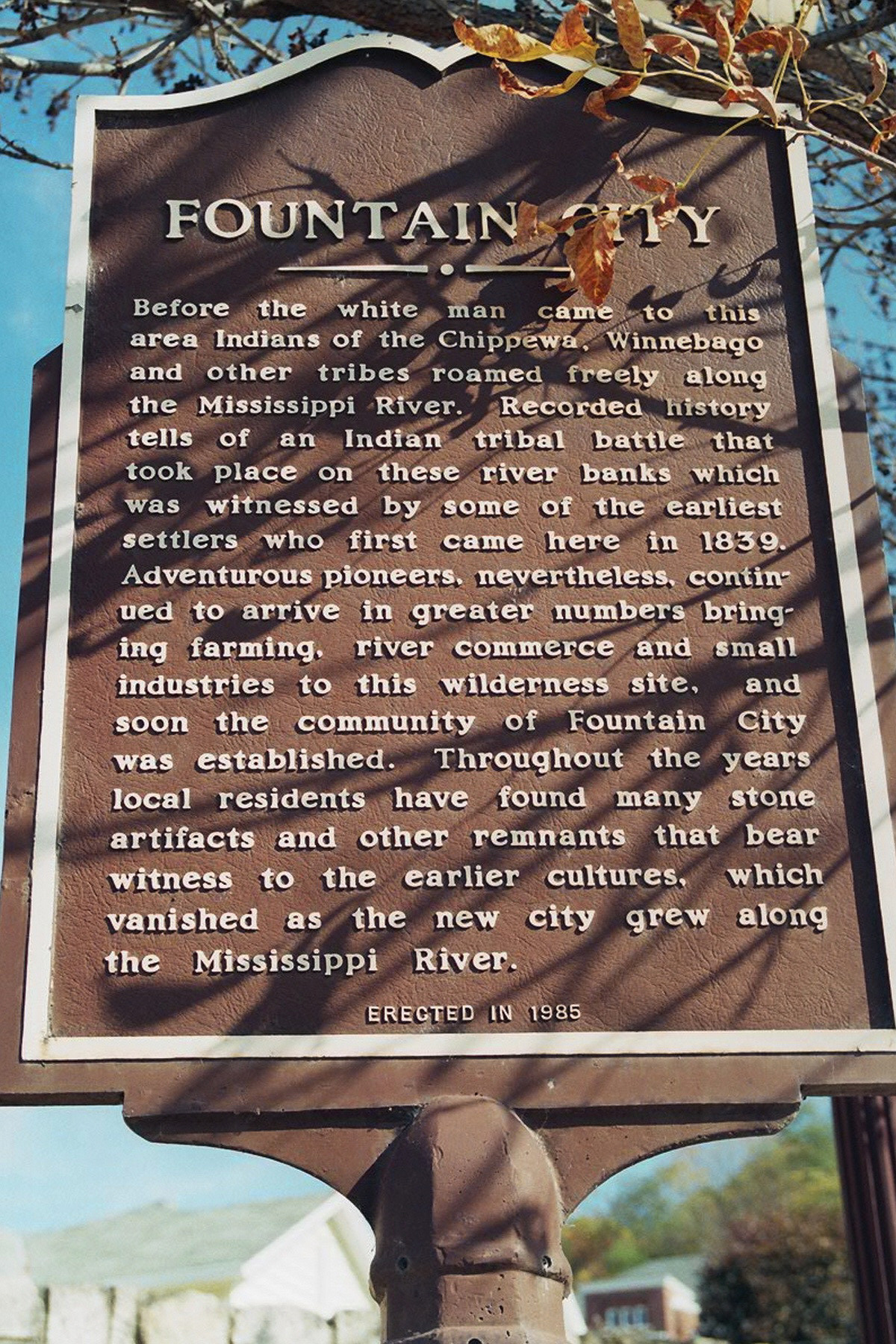
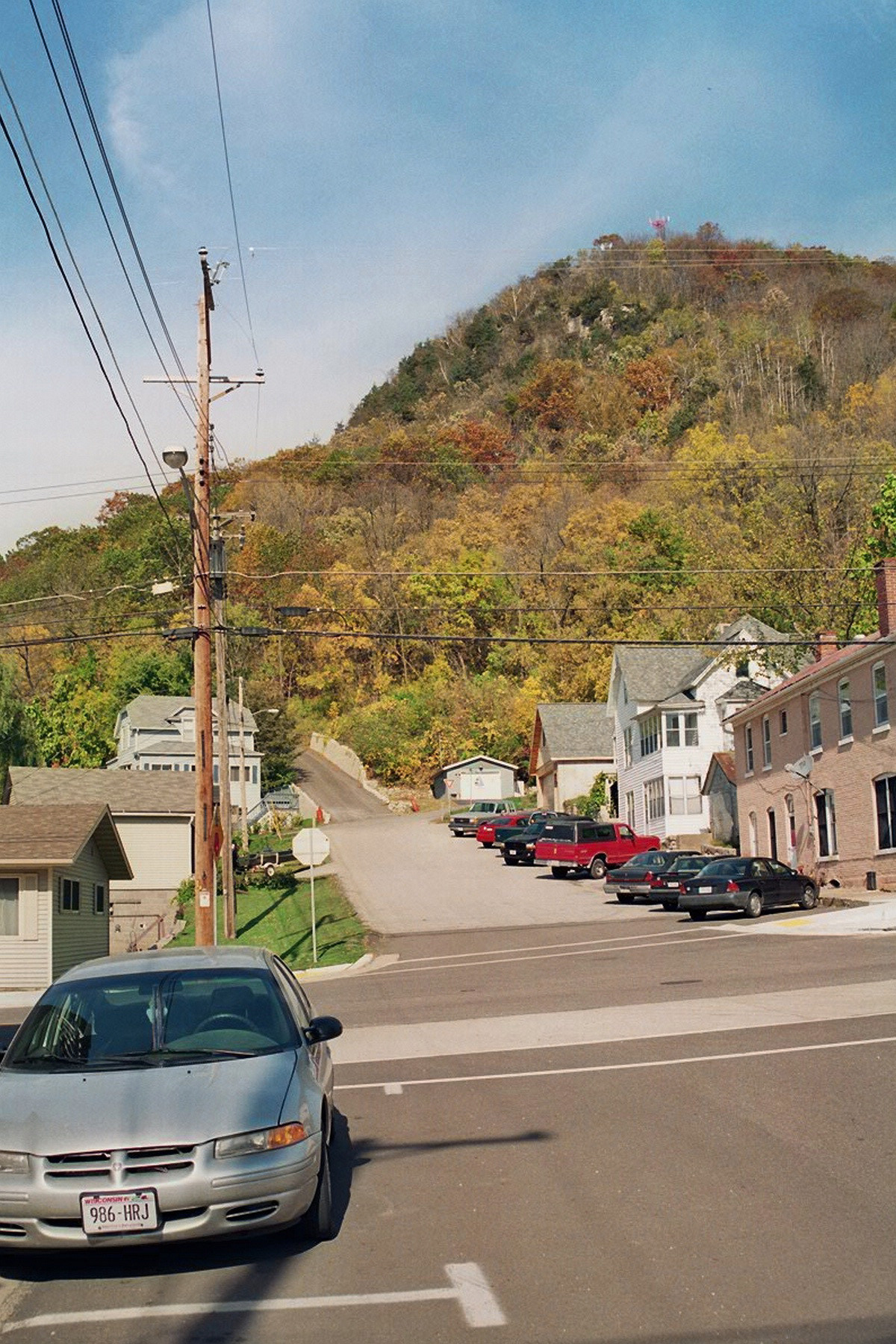
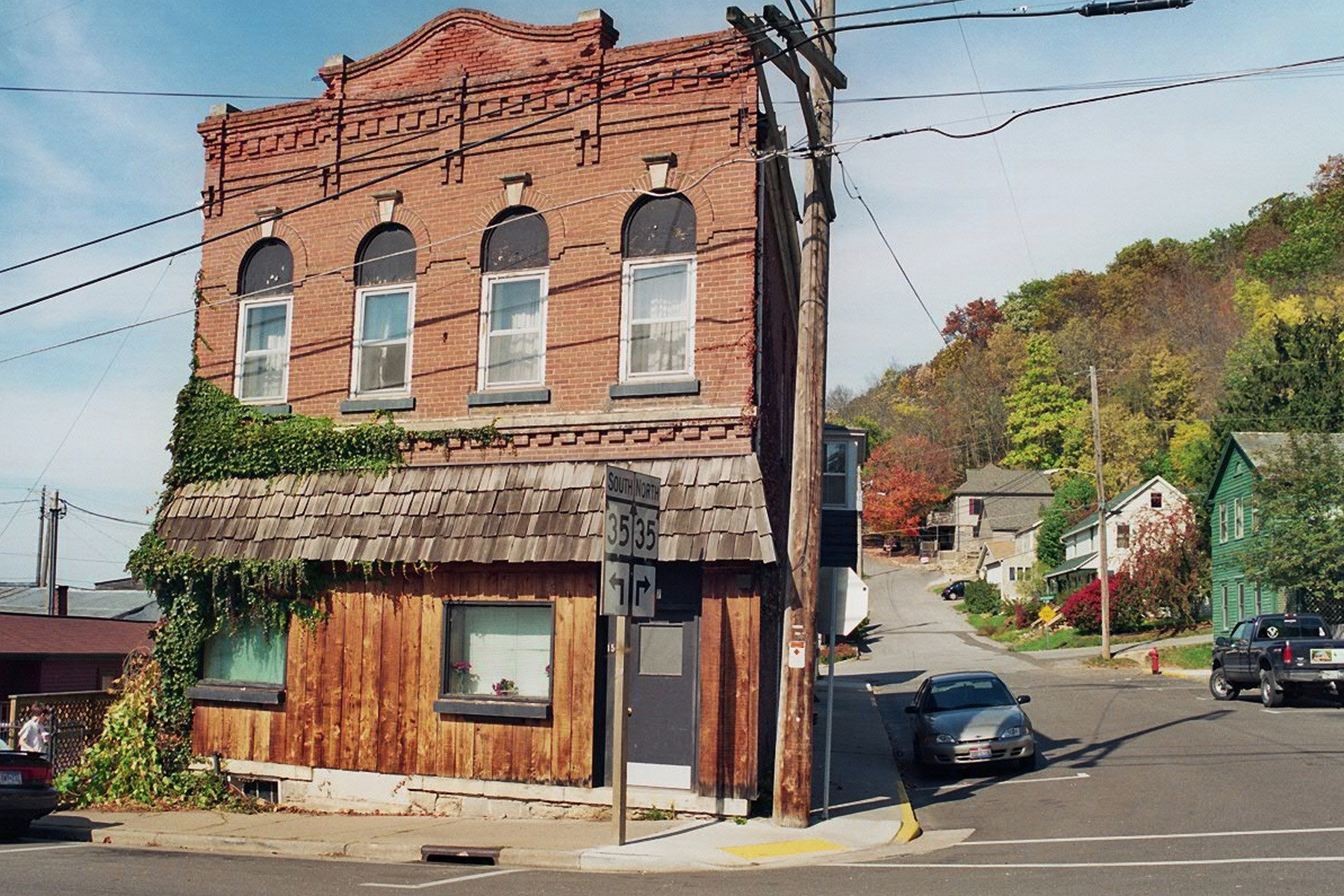
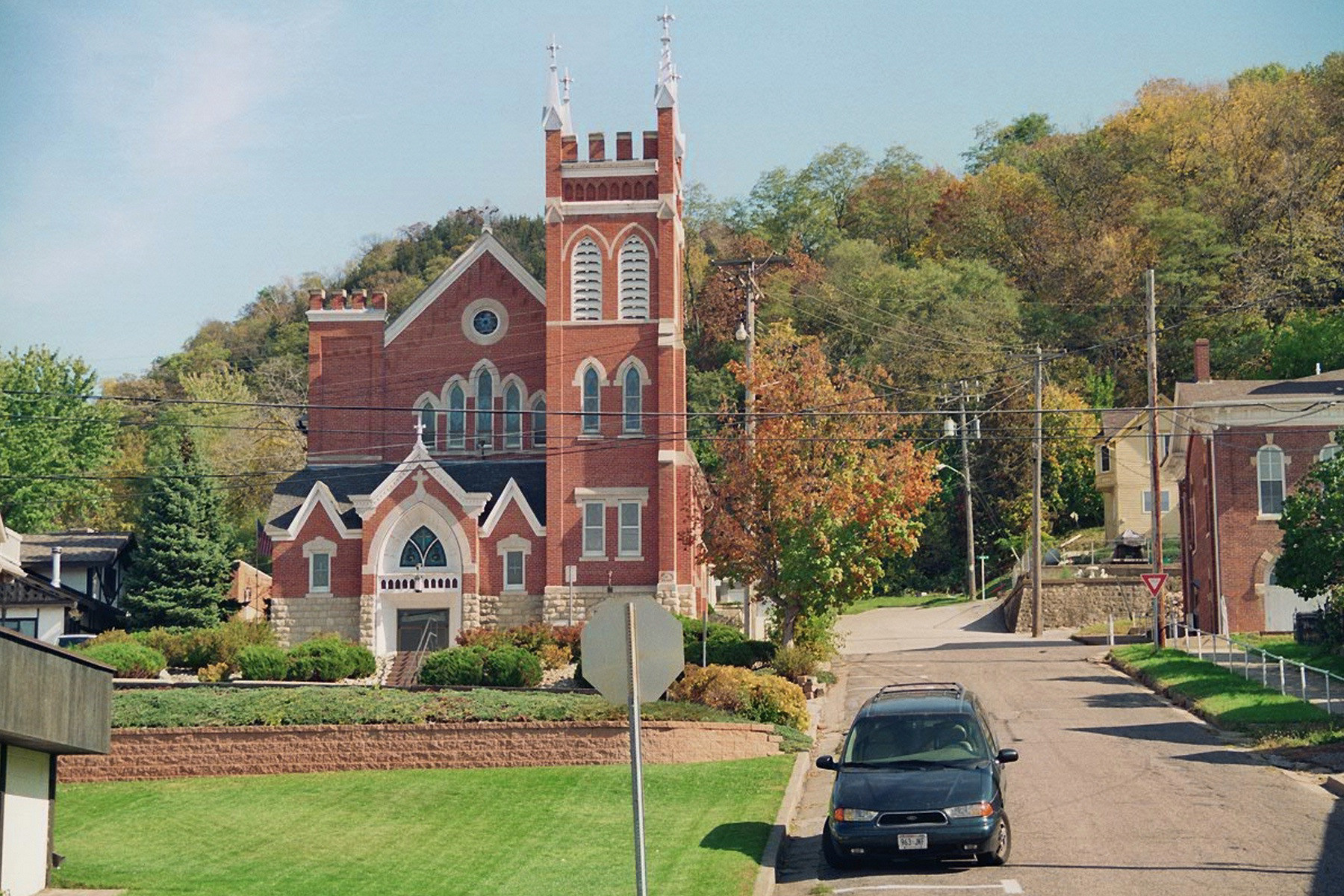
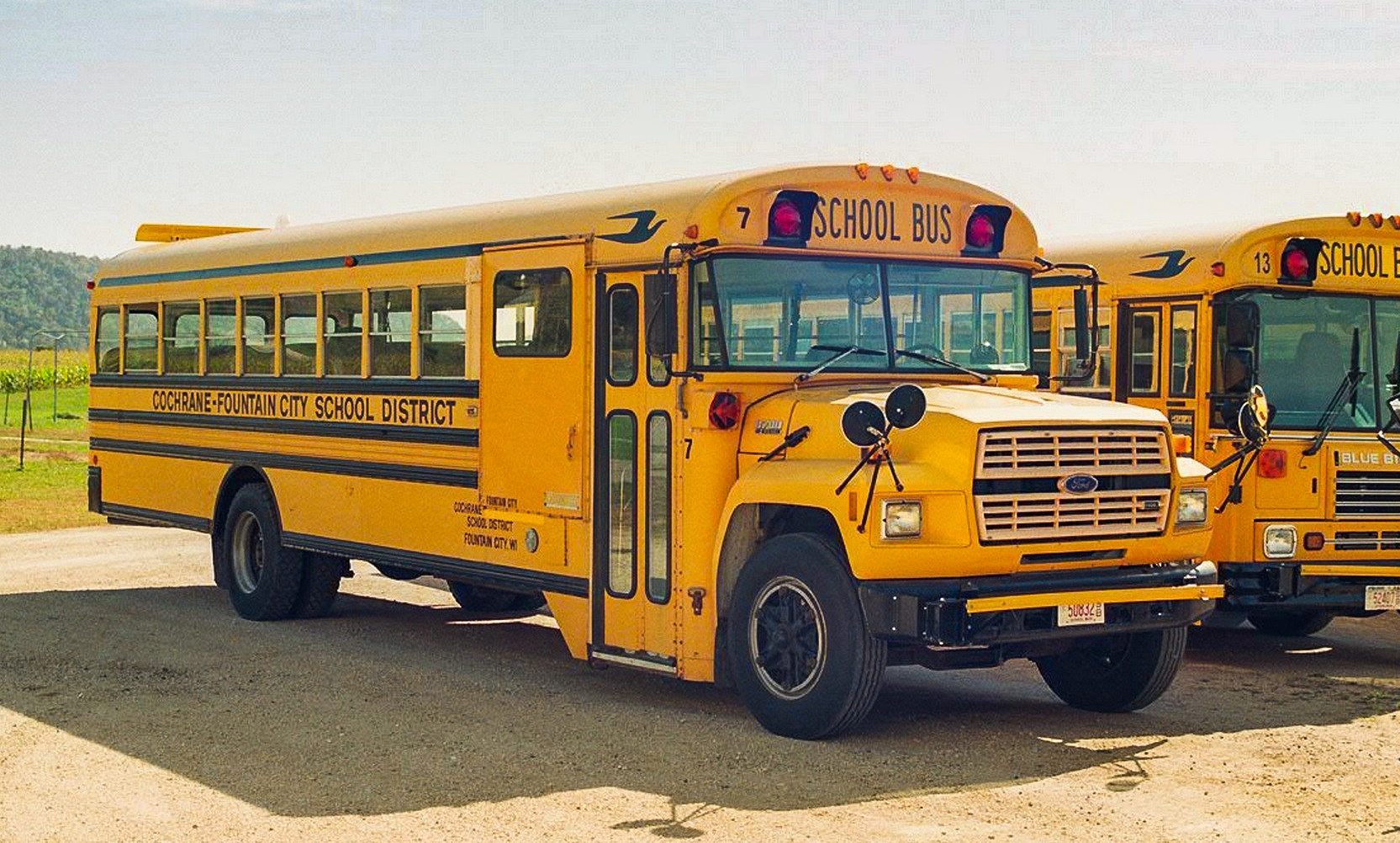